# Stygnoleptes sellatus
Stygnoleptes sellatus is een hooiwagen uit de familie Zalmoxioidae.